# Albert meißeni őrgróf (1934–2012)
Albert meißeni őrgróf (Bamberg, 1934. november 30. –‎ München, 2012. október 6.) német történész és író, a Wettin-ház Albert-ágának leszármazottja, annak vezető hercege 2012. június 23-tól haláláig. Édesanyja Elizabet Helén thurn-taxisi hercegnő, édesapja Frigyes Keresztély meißeni őrgróf.